# Asedio de Bayona (1130-1131)
El asedio de Bayona fue una operación militar lanzada por Alfonso I el Batallador, rey de Aragón y Pamplona, aparentemente contra el duque de Aquitania, Guillermo X, sitiando la ciudad portuaria de Bayona, en Labort, durante más de un año, desde octubre de 1130 hasta octubre de 1131. Es la primera mención implícita en las fuentes de una participación de marineros hispanos del Cantábrico en una operación militar.

## Contexto histórico

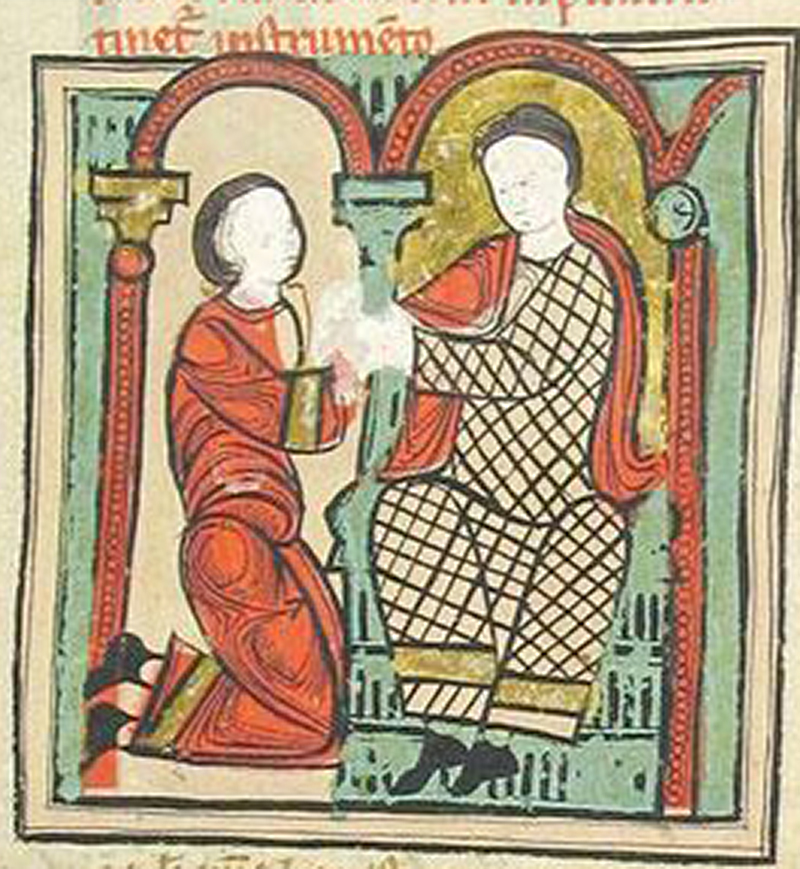
Alfonso I de Aragon y Beltrán de Tolosa. Liber feudorum maior. Diversas fuentes mencionan que Beltrán encomendó a Alfonso la protección de sus territorios durante su peregrinación a Tierra Santa.

### Antecedentes: política ultrapirenaica de Alfonso I
Al abordar este insólito hecho histórico, el historiador José María Lacarra recalca la política ultrapirenaica realizada desde el comienzo de su reinado por Alfonso I primero ejerciendo de protector y valedor de señores de aquel lado de los Pirineos que así se lo pedían. Más tarde, el mismo rey será quien solicite apoyo y ayuda a diversos notables del norte de los Pirineos para su labor reconquistadora. En este punto conviene recordar que la madre del rey Alfonso I, Felicia de Roucy, era champañesa, un rico condado del norte de Francia con excelentes conexiones y contactos con otros territorios franceses y europeos.
Esa conexión entre gobernantes de ambas vertientes pirenaicas queda constatada en el encuentro celebrado en mayo de 1108 en Barbastro entre Beltrán de Tolosa y el rey aragonés. El ultrapirenaico se presentó con un espléndido séquito donde también iba el conde de Pallars solicitando la protección del monarca sobre sus posesiones mientras peregrinaba a Tierra Santa.
El vizconde de Béziers, en ausencia de su señor Beltrán de Tolosa, fallecido en Tierra Santa, vende la ciudad y territorio de Razès a cambios de 12.000 sueldos de la moneda circulante.
En la campaña contra Zaragoza muchos señores del Midi francés, como Gastón IV de Bearne y su hermano Céntulo II de Bigorra, o más norteños, como el normando Rotrou III, conde de la Perche, desempeñarán papeles decisivos en el avance territorial por el valle medio del Ebro.

### El objetivo: Bayona
La ciudad de Bayona era entonces parte de Aquitania, nominalmente parte de Francia. La principal fuente narrativa del asedio de Bayona es la Chronica Adefonsi imperatoris, un relato contemporáneo de los acontecimientos en España compilado para celebrar las hazañas de Alfonso VII de León y Castilla. El asedio comenzó con caballeros, infantería y máquinas de asedio e incluyó el saqueo de los alrededores de la ciudad y asaltos a sus murallas. La llegada de un ejército de socorro dio lugar a una famosa justa y a la prolongación del asedio. El asedio fue un fracaso y se levantó después de que Alfonso hiciera su famoso testamento.
Las fuentes documentales principales son insuficientes para explicar plenamente los propósitos del asedio de Alfonso, aunque hay un gran consenso entre los historiadores a la hora de atribuir estas acciones bélicas al conflicto en curso con su vecino occidental el rey castellano Alfonso VII, protagonista de la mencionada Crónica. Este último monarca había firmado una alianza con el vecino oriental de Alfonso I, el catalán Ramón Berenguer III, conde de Barcelona, al casarse con su hija, Berenguela, en 1127. Esto pudo haber empujado a Alfonso a realizar un ataque contra los aliados de Ramón Berenguer al norte de los Pirineos en un esfuerzo por frustrar las aspiraciones políticas del barcelonés allí, siendo como era un gran aliado del duque de Aquitania.
Al mismo tiempo, el conde de Toulouse, Alfonso Jordán, había rendido homenaje a Alfonso VII en su sucesión en 1126. En marzo de ese año, con Suero Vermúdez, incluso había arrebatado la capital leonesa a unos rebeldes que se mantenían en favor de un hermanastro ilegítimo de Alfonso VII, uno de los hijos de su madre, la reina Urraca, y su amante, Pedro González de Lara. El segundo matrimonio de Urraca, sin hijos, fue con Alfonso I el Batallador. Durante más de una década ambos estuvieron enfrascados en una guerra civil por el poder en Castilla y León. Con la muerte de Urraca, Alfonso VII, su hijo de un matrimonio anterior, sucedió en su posición como principal rival de Alfonso el Batallador por el gobierno de estos dos reinos. Al sitiar Bayona, Alfonso el Batallador quizá esperaba persuadir al conde de Tolosa para que le cambiara la lealtad y le ayudara en su guerra en Castilla.
El ejército atacante probablemente ya estaba atravesando los Pirineos cuando, el 4 de septiembre de 1130, Alfonso visitó una capilla en Ardanés, ahora un despoblado del Valle de Hecho. El ejército probablemente cruzó por el paso de Somport para entrar en Gascuña a través del territorio aliado de Bearne. 
La primera referencia directa al asedio data del 26 de octubre de 1130, cuando Alfonso emitió un fuero para la ciudad de Corella desde Bayona, llamada "la fortaleza de Bayona" (illo castello de Baiona). Había comenzado poco antes del 16 de octubre, si tanto la Crónica como la esquela de la Catedral de Burgos son exactas. El primero relata cómo Pedro González de Lara, tras ser capturado por Alfonso VII por su participación en la rebelión, se unió al asedio de Bayona "para traerlo [a Alfonso el Batallador] de vuelta a Castilla" (ut reducere eum in Castellam) porque quería "hacer la guerra en Castilla" (facere bellum in Castella), es decir, continuar la revuelta. Aunque la captura de Pedro se produjo en junio, su muerte en el asedio no se produjo hasta el 16 de octubre, según la obituario de Burgos, donde está enterrado.
Según la Chronica, "durante el tiempo en que Alfonso estaba en guerra con los nobles rebeldes... el rey de Aragón había movilizado ejércitos considerables de caballeros y soldados de infantería... había viajado entonces más allá de sus propias fronteras a Gascuña [donde] rodeó la ciudad de Bayona que está situada cerca del río Garona". 
Posteriormente relata cómo durante varios días saqueó el campo alrededor de Bayona antes de asaltar las murallas de la ciudad con máquinas de asedio traídas desde Aragón. En algún momento llegó un ejército de socorro dirigido por Alfonso Jordán, conde de Toulouse. Pedro, por razones desconocidas, lo retó a una justa. En palabras de la Chronica: "El conde Pedro pidió combate singular al conde de Toulouse" (comes Petrus petiit comiti Tolosano singulare certamen), "ambos salieron a luchar como dos fuertes leones" (sicut duo leones fortes), y "el conde Pedro fue herido por la lanza de Alfonso y, al caer del caballo, se rompió el brazo y murió a los pocos días" (et vulneratus est comes Petrus ab hasta comitis Adefonsi et, cadens de equo, fractum est brachium eius et post paucos dies mortuus est ). Alfonso aparentemente salió ileso. Es posible que Pedro González estuviera en compañía de la madre de Alfonso, Elvira de Castilla, condesa de Toulouse, cuando el joven futuro conde de Toulouse fue traído de vuelta a Europa desde Ultramar. En cualquier caso, compartían una historia que se remonta al menos a la disputada sucesión de Alfonso VII.
En su expedición transpirenaica, los aliados del rey aragonés fueron Gastón IV de Bearne y Céntulo II de Bigorra. Además de los caballeros, la infantería y las máquinas de asedio antes mencionados, Alfonso también bloqueó la ciudad con barcos en el río Adur. Sin embargo, el asedio se prolongó y durante su ausencia de un año del reino, Alfonso el Batallador perdió Castrojeriz y los demás lugares que ocupaba en Castilla al oeste de la Sierra de la Demanda ante el empuje Alfonso VII. El propio rey aragonés permaneció en el asedio hasta finales de 1130, como lo indican las cartas que expidió el 19 de noviembre y en diciembre. Continuó "cerca de Bayona" (super Baiona) desde enero a mayo de 1131, según dicen documentos reales y privados. 
El asedio continuó durante el verano, pero en julio y agosto Alfonso estaba al frente de sus fuerzas en un lugar llamado Rocha Tallata o Rocathalada, posiblemente la moderna Peyrehorade. Mientras todavía sitiaba Bayona (in obsessione Baione), Alfonso redactó su testamento en octubre de 1131: contiene la última referencia datable del asedio. Este testamento fue confirmado posteriormente en Sariñena el 4 de septiembre de 1134. No se sabe cuándo se levantó el asedio, pero la mayor parte de noviembre de 1131 debió transcurrir regresando, a través del Camino de Santiago, a Aragón. En diciembre la corte real estaba en Tiermas.